# 伯格曼 (电影)
《該死的中產階級》(Borgman) 是2013年荷兰导演亚历斯·冯·华麦丹执导的一部充满怪诞色彩的惊悚片。入围第66届戛纳电影节主竞赛单元，为近38年来首部入围戛纳影展主竞赛单元的荷兰影片；后来又进入2013年多伦多电影节先锋单位展映。荷兰于2013年8月29日上映，本片代表荷兰角逐第86届奥斯卡金像奖最佳外语片。

## 剧情
伯格曼是一个被从地下洞穴赶出来的乞丐，他用手机与他人联系，更有一帮身份神秘的随从。伯格曼出来后寻找洗澡的地方，造访一处树荫环绕的公寓，那里住着一对年轻的夫妻，并和三个孩子以及一个年轻女保姆过着衣食无忧的中产生活。伯格曼的到来却是一系列突发事件的导火索。后来女主人对伯格曼产生好感，伯格曼也设计将她家的园工杀害，以新入聘的园工的身份入住她家。最终夫妻二人也遇害，伯格曼与随从把受到精神控制的三个孩子以及女保姆带走。
伯格曼到底是一个梦中人还是一个恶魔，是一个扭曲的寓言还是人们恐惧的具现?

## 角色
- Jan Bijvoet - Camiel Borgman
- Hadewych Minis - Marina
- Jeroen Perceval - Richard
- Alex van Warmerdam - Ludwig
- Tom Dewispelaere - Pascal
- Sara Hjort Ditlevsen - Stine
- Elve Lijbaart - Isolde
- Dirkje van der Pijl - Rebecca
- Pieter-Bas de Waard - Leo
- Eva van de Wijdeven - Ilonka
- Annet Malherbe - Brenda

## 创作
据导演表示，影片的缘起是他对空房子有兴趣，开始想象要是有人想占领别人的家会怎么办。后来他觉得伯格曼这个名字好听。对于情节和台词剧组并没有太多排练，尽管这是一个直接捣毁中产生活的片子，但导演说“开始没有主题，只是这些台词说出来的时候听起来不错。”

## 评价
网易娱乐影评人TOTO认为：“如果从作品原创性和独特性角度排行，《伯格曼》绝对是个横空出世的家伙。悬疑、喜剧、恐怖、荒诞各种类型完美并立，用的完全是反类型片的手法，比如不见血的冷暴力、板着脸的冷幽默、不用音效的干恐怖、没有任何特效的意念魔幻、没有大投资的大师作品。从这些意义上讲，《伯格曼》的好看，树立了一个完全独立于好莱坞电影世界的电影空间，这是属于欧洲电影的贵族气质和原创精神，导演亚历斯的创作完全可以用一己之力给电影世界带来独树一帜的崭新营养。这部电影不是那种可以明确用语言讲述的片子，正因如此，它作为电影的独特韵味才难以替代。道德、宗教、电影方法、剧作手法这些文化依据在《伯格曼》这部片子里都显得暧昧不明，也因此，导演亚历斯就像他自己创造的这个“异形”，可以是大师也可以是魔鬼。”

## 奖项
- 2013年西班牙锡切斯电影节最佳影片